# NGC 6982
NGC 6982 este o galaxie situată în constelația Indianul. A fost descoperită în 8 iulie 1834 de către John Herschel. Se află la o distanță de 67,15 de megaparseci de Pământ.